# ماکسیم دهتیاروف
ماکسیم دهتیاروف (اوکراینی: Максим Сергійович Дегтярьов؛ زادهٔ ۳۰ مهٔ ۱۹۹۳) بازیکن فوتبال اهل اوکراین است.
از باشگاه‌هایی که در آن بازی کرده‌است می‌توان به باشگاه فوتبال استال آلچفسک و باشگاه فوتبال متالورگ دونتسک اشاره کرد.